# José Ribeiro (ur. 1964)
José Manuel Vidal Ribeiro (ur. 14 kwietnia 1964 w Ílhavo) – piłkarz portugalski grający na pozycji pomocnika.

## Kariera klubowa
Karierę piłkarską Ribeiro rozpoczął w klubie SC Beira-Mar. W 1988 roku awansował z nim z drugiej do pierwszej ligi. W sezonie 1989/1990 grał w trzecioligowym União Leiria, a po jego zakończeniu wrócił do Beira-Mar. W klubie z miasta Aveiro występował do 1994 roku. Wtedy też zakończył karierę piłkarską w wieku 30 lat.